# Finale della CONCACAF Gold Cup 2019
La finale della CONCACAF Gold Cup 2019 si disputò il 7 luglio 2019 al Soldier Field di Chicago tra le nazionali di Messico e Stati Uniti. Fu vinta dalla prima, che prevalse con l'unico gol di Jonathan dos Santos (poi Uomo partita), che valse agli Aztecas il loro ottavo titolo alla competizione.

## Le squadre
| Squadra     | Finali (o spareggi) disputate in precedenza (il grassetto indica la vittoria) |
| ----------- | ----------------------------------------------------------------------------- |
| Messico     | 8 (1993, 1996, 1998, 2003, 2007, 2009, 2011, 2015)                            |
| Stati Uniti | 10 (1991, 1993, 1998, 2002, 2005, 2007, 2009, 2011, 2013, 2017)               |

## Cammino verso la finale

### Messico
La nazionale del Tricolor mesoamericano si era qualificata automaticamente alla Gold Cup del 2019 avendo partecipato alla quinta e ultima fase CONCACAF delle Qualificazioni al campionato mondiale di calcio 2018. Questo sarebbe inoltre stato il primo torneo per il Messico sotto la guida di "Tata" Martino, nominato allenatore il gennaio dello stesso anno dopo aver lasciato il club statunitense dell'Atlanta United FC della Major League Soccer (MLS). A maggio, Martino aveva scelto una formazione preliminare priva degli esperti Carlos Vela, Javier Hernández, Giovani dos Santos, Hirving Lozano, Jesús Corona ed Héctor Herrera a causa di richieste di tempo personale o di recupero da parte degli stessi giocatori.
Il Tricolor fu sorteggiato nel Gruppo A insieme a Canada, Cuba e Martinica, tutte nazionali qualificate tramite i turni preliminari della Nations League. Nella gara inaugurale contro Cuba al Rose Bowl, il Messico prevalse 7–0, per poi qualificarsi automaticamente ai quarti di finale con un 3-1 contro il Canada (grazie a un gol del centrocampista Roberto Alvarado e una doppietta del sostituto Andrés Guardado, contro il gol del canadese Lucas Cavallini al 75°). Martino scelse poi di cambiare formazione schierando numerosi esordienti nella nazionale in vista dell'ultima partita del girone contro la Martinica; lì, gli Aztecas vinsero 3-2 (gol di Antuna, Jiménez e Fernando Navarro per il Messico contro i gol di Kévin Parsemain e Jordy Delem per i martinicani), e si classificarono così primi a punteggio pieno.
Ai quarti di finale, il Messico sfidò a Houston la Costa Rica, arrivata seconda al Gruppo B. Jiménez segnò il gol del vantaggio al primo tempo, ma al 52°, a seguito di un fallo controverso su Joel Campbell; il capitano costaricano Bryan Ruiz segnò il rigore del pareggio. Entrambe le squadre tentarono invano di segnare altri gol sia nei regolamentari che nei supplementari, tra cui un tiro di Jonathan McDonald parato dal messicano Guillermo Ochoa. Nella lotteria ai rigori dopo l'1–1, Jiménez tirò per primo ma il suo tiro fu parato da Leonel Moreira, mentre i costaricani passarono in vantaggio; in seguito, però, la lotteria tornò pari con un rigore mancato di Randall Leal, e alla prima coppia di rigori a oltranza Ochoa parò il rigore di Keysher Fuller, portando il Messico alle semifinali sul punteggio di 5-4 ai rigori.
L'avversario successivo fu l'Haiti, vincitore del gruppo B che nel turno precedente aveva inaspettatamente battuto il Canada 3-2. Nonostante le numerose occasioni per gli Aztecas, i tempi regolamentari finirono a reti vuote. Nel 93°, Jiménez subì fallo nell'area di porta e ottenne un rigore che trasformò nel gol del vantaggio; l'Haiti tentò invano di pareggiare, ma al 119° riuscì solo a colpire la traversa, e il Messico vinse 1-0, andando così in finale per la nona volta.

### Stati Uniti
Gli Stati Uniti, ospitanti del torneo e campione in carica, nutrivano una profonda rivalità con il Messico, con il quale avevano disputato cinque delle undici finali della Gold Cup, di cui una sola vinta. Si qualificarono alla Gold Cup in qualità di partecipante all'ultimo turno delle qualificazioni alla Coppa del Mondo, dove però mancarono la qualificazione per la prima volta dal 1986. Dopo un anno con una gestione a interim, nel dicembre del 2018 Gregg Berhalter del club locale Columbus Crew fu scelto come allenatore della nazionale.
Nel gruppo D dove vennero sorteggiati, gli Stars & Stripes dovettero battersi con Guyana, Panama e Trinidad e Tobago; di queste tre nazionali, la prima era al suo esordio nella Gold Cup, mentre la seconda si era qualificata alla Coppa del Mondo 2018 a scapito degli Yanks. La prima partita fu contro il Guyana all'Allianz Field di Minnesota, e si concluse 4–0 per gli statunitensi con i gol di Paul Arriola e Gyasi Zardes e la doppietta di Tyler Boyd. Nel secondo incontro, gli Yanks stracciarono il Trinidad e Tobago 6-0 a Cleveland, con le doppiette di Zardes e Aaron Long e le reti di Christian Pulisic e Paul Arriola. Qualificatisi così aritmeticamente ai quarti, gli Stati Uniti batterono poi il Panama 1-0 a Kansas City con gol di Jozy Altidore al 66°, concludendo così il girone a punteggio pieno.
A Filadelfia, gli USA sfidarono quindi il Curaçao, finito secondo nel gruppo C a scapito di El Salvador con una sorprendente differenza reti. Al 25° gli statunitensi passarono in vantaggio con un gol di testa di Weston McKennie, che fissò il risultato sull'1-0. La semifinale contro la Giamaica si svolse a Nashville, e fu una sorta di rivincita nella finale precedente. Gli statunitensi passarono in vantaggio con McKennie nel nono minuto del primo tempo, ma al 16° la partita fu sospesa a causa di un calo di corrente; l'incontro riprese dopo 90 minuti e, nonostante un iniziale dominio giamaicano, gli USA raddoppiarono al 52° con Pulisic che finì una respinta del portiere Andre Blake sul tiro di Jordan Morris. Shamar Nicholson accorciò le distanze al 69° con gol di testa, ma Pulisic segnò di nuovo all'87° su respinta di Blake. Con questo 3-1 finale, gli Stati Uniti finirono in finale per l'undicesima volta, e la seconda consecutiva, con un solo gol subito.

### Tabella riassuntiva del percorso
| Squadra   | Pt | G |
| --------- | -- | - |
| Messico   | 9  | 3 |
| Canada    | 6  | 3 |
| Martinica | 3  | 3 |
| Cuba      | 0  | 3 |

| Squadra           | Pt | G |
| ----------------- | -- | - |
| Stati Uniti       | 9  | 3 |
| Panama            | 6  | 3 |
| Guyana            | 1  | 3 |
| Trinidad e Tobago | 1  | 3 |

## Descrizione della partita

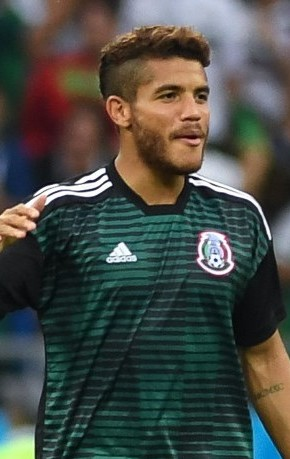
Jonathan dos Santos, autore dell'unico gol della partita.

Già al primo minuto della partita, il centrocampista messicano Jonathan dos Santos tentò un gol che fu salvato dal portiere statunitense Zack Steffen. Gli Yanks risposero con numerose occasioni nei primi minuti del primo tempo, che iniziarono quattro minuti dopo con un tiro di Christian Pulisic salvato dal messicano Ochoa, mentre un tiro di Jozy Altidore nell'ottavo finì fuori. Nel 16°, Rodolfo Pizarro passò al capitano Andrés Guardado nell'area di rigore, spazzato via da Paul Arriola. Quest'ultimo provò a segnare nel 31°, superando numerosi difensori nell'area di rigore, ma il tiro finì nell'angolo esterno della porta degli Aztecas. Appena prima la fine del primo tempo, Rodolfo Pizarro cadde per fallo sul gomito; questi sarebbe però tornato in campo al secondo tempo con il gomito fasciato.
Nei primi minuti del secondo tempo, Altidore fu messo a terra di ginocchio da dietro da Hector Moreno, e nella rissa seguente il messicano Andres Guardado prese per il collo il capitano statunitense Weston McKennie; non venne però estratto alcun cartellino giallo da parte dell'arbitro Mario Escobar, che si trovava di fronte a McKennie durante l'incidente. Cinque minuti dopo, un colpo di testa di Jordan Morris dopo un calcio d'angolo fu salvato da Guardado, che galvanizzò il Tricolor: al 73°, Dos Santos ricevette un passaggio da Raúl Jiménez e tirò da 15 m, spiazzando Steffen e portando gli Aztecas in vantaggio. Gli USA provarono più volte, ma invano, a trovare il pareggio, e vi si avvicinarono all'88° quando Roldan tirò su respinta da Ochoa, ma Guardado salvò la porta con il proprio volto.

## Tabellino
| Arbitro: | Mario Escobar |

|                |           |  |
| dos Santos 73’ | Marcatori |  |

| Messico | Stati Uniti |

| Messico (4-3-3) |    |                     |  |     |
|                 |    |                     |  |     |
| GK              | 13 | Guillermo Ochoa     |  |     |
| RB              | 21 | Luis Rodríguez      |  |     |
| CB              | 3  | Carlos Salcedo      |  |     |
| CB              | 15 | Héctor Moreno       |  |     |
| LB              | 23 | Jesús Gallardo      |  |     |
| CM              | 6  | Jonathan dos Santos |  |     |
| CM              | 4  | Edson Álvarez       |  |     |
| CM              | 18 | Andrés Guardado     |  | 89’ |
| RF              | 22 | Uriel Antuna        |  | 86’ |
| CF              | 9  | Raúl Jiménez        |  |     |
| LF              | 20 | Rodolfo Pizarro     |  | 81’ |
| Sostituzioni:   |    |                     |  |     |
| MF              | 8  | Carlos Rodríguez    |  | 81’ |
| FW              | 11 | Roberto Alvarado    |  | 86’ |
| DF              | 5  | Diego Reyes         |  | 89’ |
| Allenatore:     |    |                     |  |     |
| Gerardo Martino |    |                     |  |     |

| Stati Uniti (4-3-3) |    |                   |  |     |
|                     |    |                   |  |     |
| GK                  | 1  | Zack Steffen      |  |     |
| RB                  | 14 | Reggie Cannon     |  |     |
| CB                  | 19 | Matt Miazga       |  |     |
| CB                  | 23 | Aaron Long        |  |     |
| LB                  | 13 | Tim Ream          |  | 83’ |
| CM                  | 8  | Weston McKennie   |  |     |
| CM                  | 10 | Christian Pulisic |  |     |
| CM                  | 4  | Michael Bradley   |  |     |
| RF                  | 11 | Jordan Morris     |  | 61’ |
| CF                  | 17 | Jozy Altidore     |  | 64’ |
| LF                  | 7  | Paul Arriola      |  |     |
| Sostituzioni:       |    |                   |  |     |
| MF                  | 15 | Cristian Roldan   |  | 61’ |
| FW                  | 9  | Gyasi Zardes      |  | 64’ |
| DF                  | 16 | Daniel Lovitz     |  | 83’ |
| Allenatore:         |    |                   |  |     |
| Gregg Berhalter     |    |                   |  |     |

| Assistenti arbitrali: Kléber Lúcio Gil (Costa Rica) Bruno Boschilia (Guatemala) Quarto ufficiale: Roberto García Orozco (Costa Rica) |

Regole dell'incontro
- due tempi regolamentari da 45 minuti ciascuno;
- due tempi supplementari da 15 minuti ciascuno in caso di parità;
- tiri di rigore in caso di ulteriore parità; inizialmente cinque per squadra, e a oltranza fino a spareggio in caso di ulteriore parità;
- numero massimo di 23 giocatori per squadra a referto (11 in campo e 12 come potenziali sostituti);
- tre sostituzioni permesse nei tempi regolamentari; una quarta permessa nei tempi supplementari.

## Statistiche
| Statistiche       | Messico | Stati Uniti |
| ----------------- | ------- | ----------- |
| Reti segnate      | 1       | 0           |
| Tiri totali       | 20      | 11          |
| Tiri in porta     | 5       | 3           |
| Possesso palla    | 57%     | 43%         |
| Calci d'angolo    | 3       | 7           |
| Falli commessi    | 10      | 17          |
| Fuorigioco        | 2       | 2           |
| Cartellini gialli | 0       | 0           |
| Cartellini rossi  | 0       | 0           |

## Conseguenze
Per il Messico si trattò della sua ottava vittoria finale alla CONCACAF Gold Cup, incluse le quattro delle sei edizioni passate del Campionato CONCACAF. La partita segnò la fine della serie di vittorie per gli Stati Uniti, iniziata nel 2017 e terminata con 10 partite.